# Revalidatietechniek
Revalidatietechniek is een afdeling binnen de revalidatie die zich, in samenwerking met een revalidatieteam, bezighoudt met het aanbieden van een complex van voorzieningen en/of activiteiten waarmee getracht wordt de fysieke, psychische, sociale, beroeps- en economische capaciteiten van de revalidant tot de individueel hoogst bereikbare graad te behouden dan wel tot stand te brengen.
De revalidatietechnicus houdt zich vooral bezig met de medisch-technische aspecten, ter ondersteuning van of ter vervanging van functionaliteit die gehandicapten ondervinden tijdens het revalidatieproces. Het ontwerpen, ontwikkelen en aanpassen van hulpmiddelen behoort tot de hoofdtaken. Tevens is hij de technisch adviseur voor zowel het revalidatieteam, de revalidant als de ouders en verzorgers.

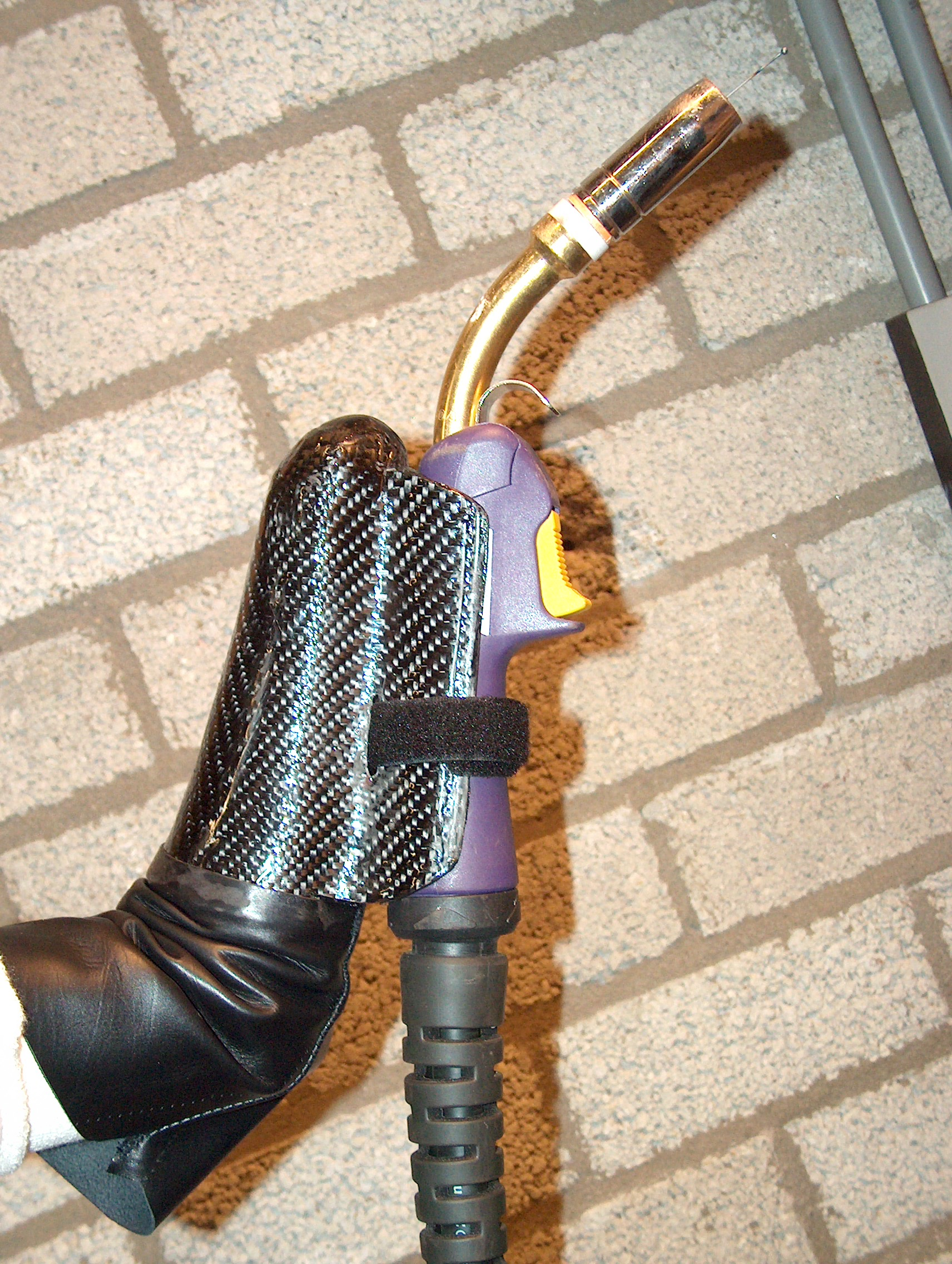
Lashulpmiddel voor het lassen zonder handfunctie

Werd vroeger een beroep gedaan op het technische kunnen van de revalidatietechnicus, tegenwoordig strekt het gebied zich steeds meer uit in de breedte. Zo doen domotica en robotica steeds meer hun intrede binnen het vakgebied.
Omdat ook psychologische factoren bij trauma's erg belangrijk zijn en elk ziektebeeld of elke handicap zijn eigen aanpak van werken heeft, wordt er van de revalidatietechnicus een groot inlevingsvermogen in de situatie van gehandicapten vereist.
De revalidatietechnicus is meer dan bij de meeste technieken aangewezen op een multidisciplinaire samenwerking die erg breed kan zijn. Zo zijn er belangrijke relaties mogelijk met natuurlijk in de eerste plaats de revalidant, met artsen, ergotherapeuten, fysiotherapeuten, logopedisten, maatschappelijk werkers en psychologen, evenals leveranciers, productontwikkelaars, wetenschappers en overheidsinstellingen, zowel in binnen- als buitenland.